# Ryan Dusick
Ryan Michael Dusick (Los Angeles, 19 de setembro de 1977) é um músico estadunidense, ex baterista do grupo de pop rock Maroon 5. Ele foi substituído pelo baterista Matt Flynn depois de sofrer graves ferimentos e ter que sair da banda. "Devido aos esforços de turnês, tenho sofrido problemas musculares que impedem que eu continue atuando como o baterista de uma banda de rock em turnê", alegou Dusick.